# Blånande hav
Blånande hav är en svensk film från 1956 i regi av Gunnar Skoglund. I rollerna ses Olof Bergström, Ola Svensson och Kristina Adolphson. Även Evert Taube medverkar som sig själv.

## Om filmen
Inspelningen ägde rum sommaren 1955 på Fårö, i Fårösund, Kyllaj, Lärbro kyrka, Slite, Visby och Gotska Sandön på Gotland, på Djurgården, i Gamla stan, Slussen och Sandrews ateljéer i Stockholm samt i Hoglands park och på Kungsbron i Karlskrona. Producent var Rune Waldekranz, manusförfattare Staffan Tjerneld och fotograf Sven Nykvist. Originalmusik komponerades av Gösta Theselius och i övrigt användes musik av bland andra Evert Taube. Filmen hade premiär den 30 januari 1956 på biograf Astoria i Stockholm. Den var 86 minuter lång, i färg och barntillåten.

## Handling
Löjtnanterna Johnny Waller och Ingvar Lund har blivit utnämnda till kaptener över varsin torpedbåt och styr kosan mot Gotland.

## Rollista
- Olof Bergström – John Johnny Waller löjtnant
- Ola Svensson – Ingvar Lund, löjtnant
- Kristina Adolphson – Eva
- Catrin Westerlund	– Aily
- Evert Taube – Evert Taube
- Per-Olof Ekvall – Sandberg, löjtnant
- Karl-Erik Forsgårdh – Birk, fänrik
- Jan von Zweigbergk – Bergman, löjtnant
- Lennart Lilja – Berg, uppbördsstyrman
- Hans Sackemark – Olsson, uppbördsstyrman
- Göte Holmberg – Ström
- Ragnar Sörman – Sillen
- Alf Nilsson – Plåtis
- Helge Hagerman – Arvidsson, kapten
- Margareta Henning	– Gun
- Kotti Chave – flykting
- Hans Strååt – politruk
- Olle Johnsson – ej identifierad roll
- Sven Levedahl	– spelman vid bröllopet
- Svante Pettersson	– spelman vid bröllopet

### Fotnoter
1. 1 2 3  ”Blånande hav”. Svensk Filmdatabas. http://sfi.se/sv/svensk-filmdatabas/Item/?itemid=4485&type=MOVIE&iv=Basic&ref=/templates/SwedishFilmSearchResult.aspx?id%3d1225%26epslanguage%3dsv%26searchword%3dbl%C3%A5nande+hav%26type%3dMovieTitle%26match%3dBegin%26page%3d1%26prom%3dFalse. Läst 11 april 2013.